# Лондонска општина Луишам
Градска општина Луишам (енгл. London Borough of Lewisham) је лондонска општина у југоисточном делу Лондона, у Енглеској и припада ужем градском језгру.
Главно насеље у општини је истоимено место, Луишам. Локалну власт има Веће лондонске општине Луишам, и његово седиште је у Катфорду.
Почетни меридијан пролази кроз Луишам.

## Историја
Општина је формирана 1965. године, помоћу Закона о локалној самоуправи из 1963. године, спајањем некадашњих области метрополитанске општине Луишам и метрополитанске општине Дептфорд, које су од 1900. године били делови лондонског округа.
Незнатне промене у границама су се десиле од формирања општине. Најзначајнији амандмани донети су 1996. године, када је некадашња област на којој је била Краљевска лука у Дептфорду пребачен из управе лондонске општине Гринич.

## Географија
Општина се граничи са Краљевском општином Гринич на истоку, Бромлијем на југу и лондонском општином Садарк на западу. На крајњем северу код Острва паса, општинско подручје излази на обале реке Темзе која која је уједно раздваја од општине Тауер Хамлетс. Поток Дептфорд се налази у овој општини, а кроз њу протичи и реке Пул, Кваги и Рејвенсборн.
Од важнијих знаменитости, у општини се налази Црква свих светаца у Блекхиту, торањ Ситибенк у Луишману, црква Дитрик Банхофер, музеј Хорнимен код Форест Хила и стадион Ден Ф. К. Милвола налази се у општини, код Јужног Бермондзија.

## Демографија
Према попису становништва из 2011. године, Луишам је насељавало 275.885 становника. Од тога су 53% били бели Британци, а 47% су били црнци. 43% домаћинстава су били власници својих домова.